# Dover Castle
Dover Castle ist eine Burg bei Dover, England, sie wurde dank ihrer historischen verteidigungstechnischen Bedeutung als „Schlüssel zu England“ beschrieben. 

## Geschichte

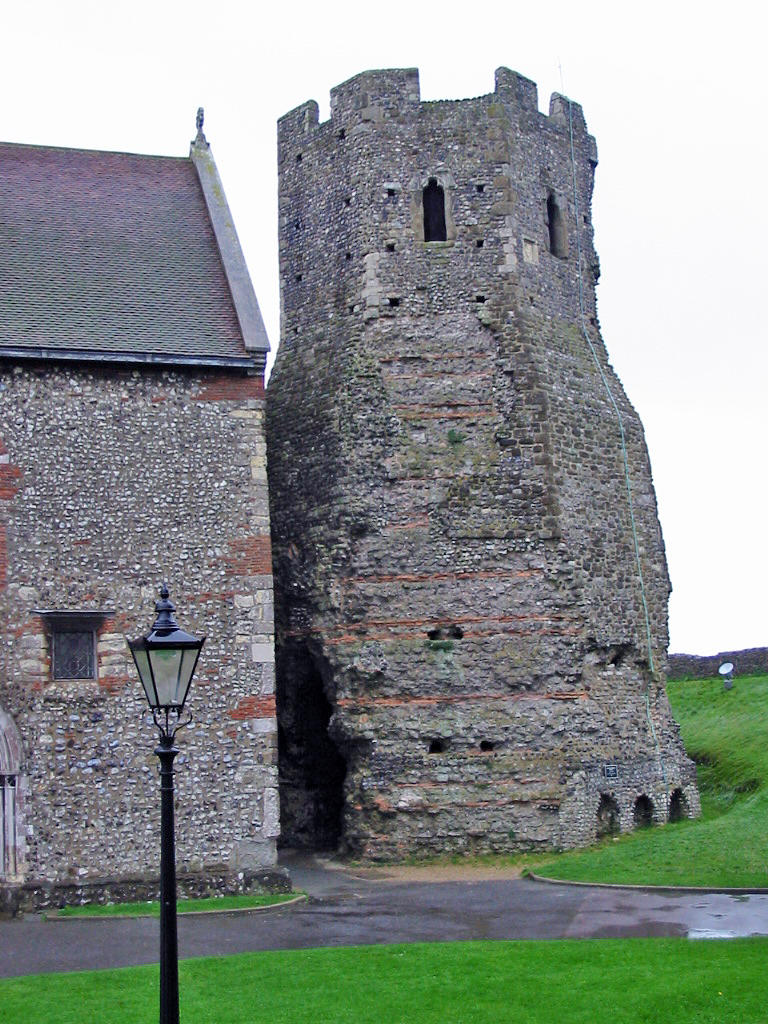
Der römische Leuchtturm beim Dover Castle

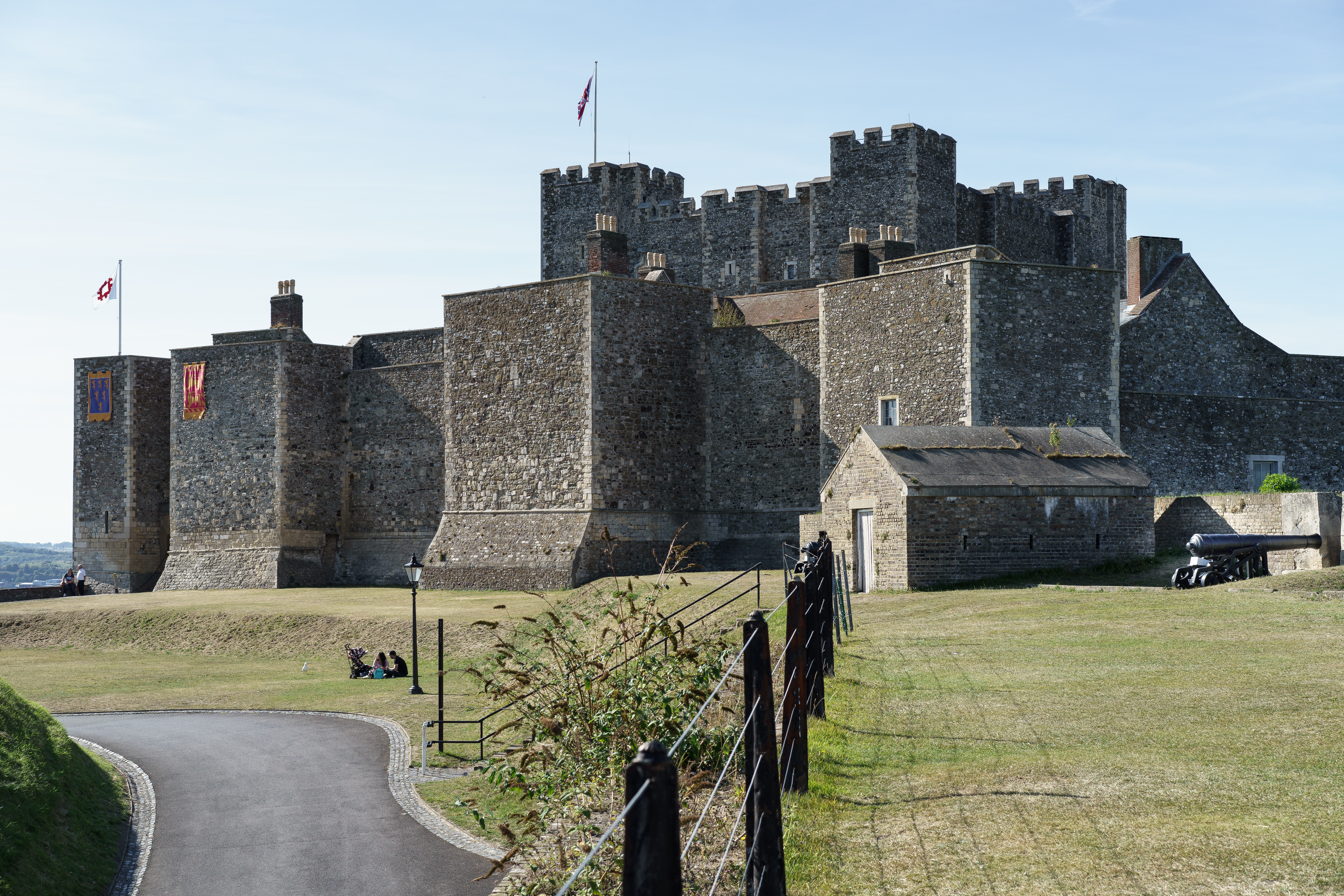
Ansicht von Südosten

Auf dem höchsten Punkt der Burganlage stehen zwei Gebäude, die hier schon vor dem Bau der Feste standen: die Ruine eines römischen Leuchtturms und eine ursprünglich sächsische Kirche St Mary in Castro. Der einfriedende Erdwall wurde im 13. Jahrhundert errichtet und zwar über einem älteren, den Archäologen Mitte des 11. Jahrhunderts zuordnen und der somit der Standort der ursprünglichen von Wilhelm dem Eroberer gebauten Erdwallfeste sein könnte.

### Sächsische und frühnormannische Zeit

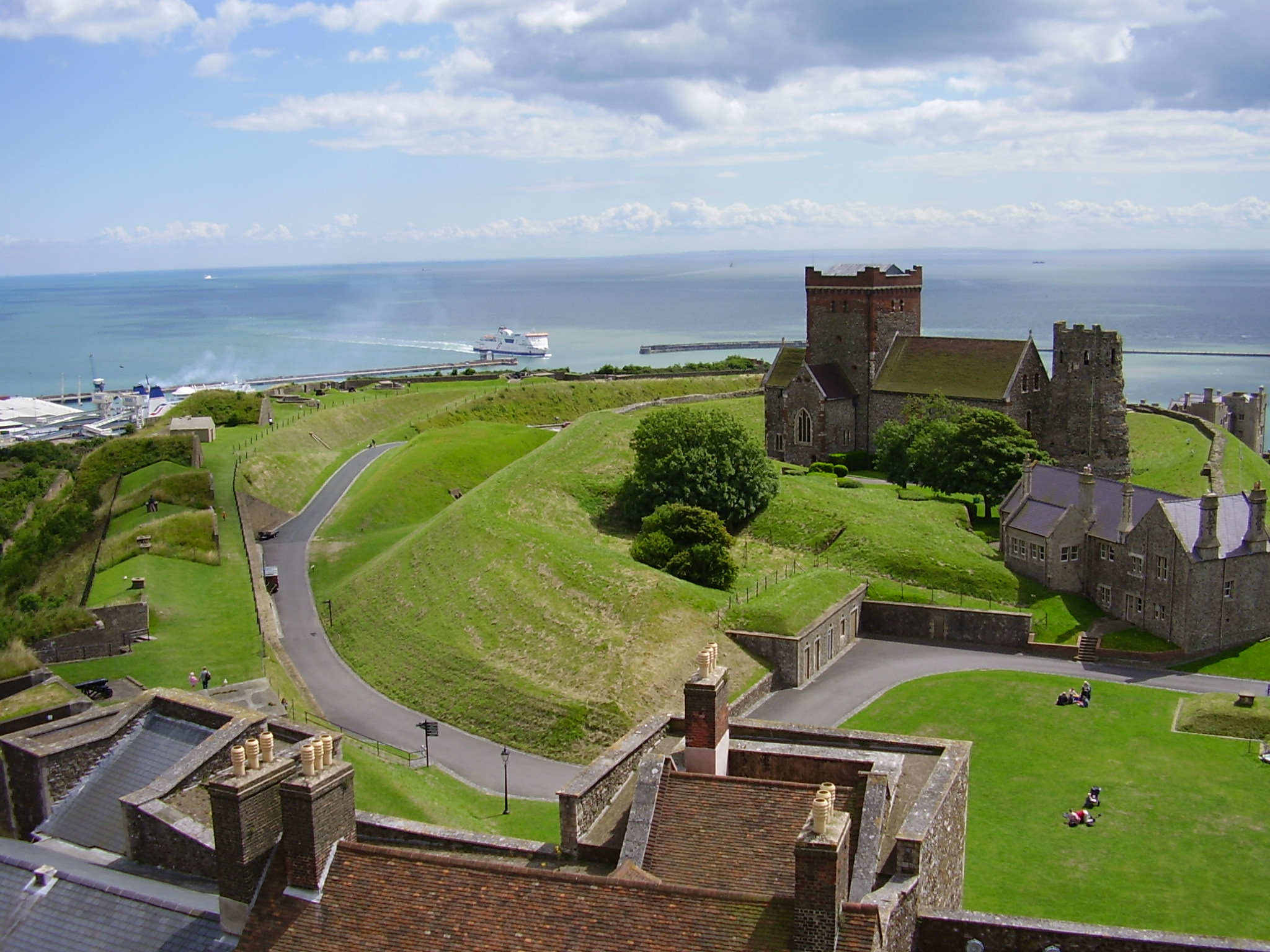
Blick von der Burg auf die Kirche, eine mögliche sächsische Stadt und den darunterliegenden Hafen

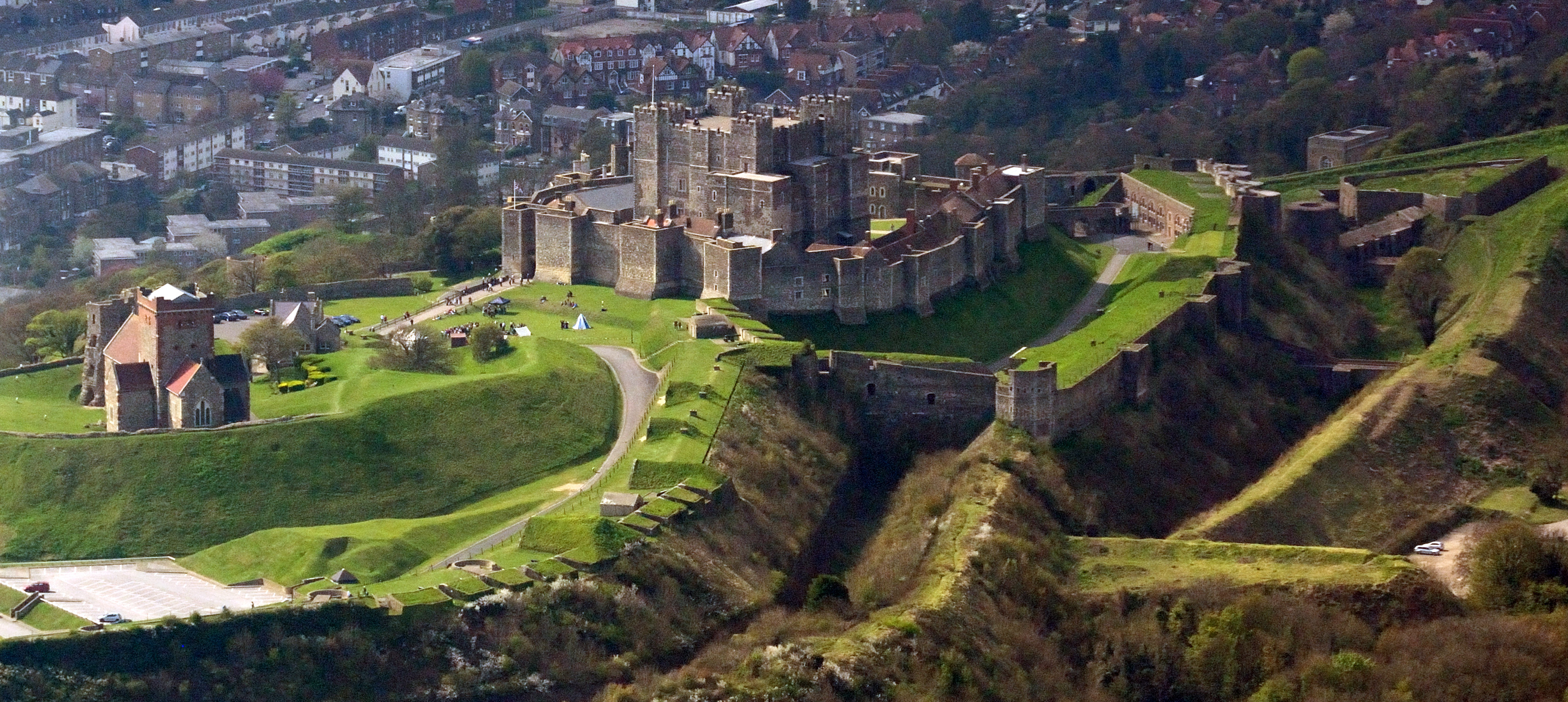
Blick auf die Gesamtanlage, links Kirche und Leuchtturm

Nach der Schlacht von Hastings im Oktober 1066 marschierte Wilhelm der Eroberer mit seinen Streitkräften in Richtung Westminster Abbey, um sich krönen zu lassen. Er schlug einen weiten Bogen über Romney, Dover, Canterbury, Surrey und Berkshire. Dover war seit der Gründung der Cinque Ports 1048 stets ein wichtiges Mitglied des Bundes und könnte Williams Aufmerksamkeit anfänglich auf sich gezogen haben. Wilhelm von Poitiers schreibt:
„Dann marschierte er nach Dover, von dem ihm berichtet worden war, es sei unbezwingbar und werde von einer starken Armee gehalten. Die Engländer, die bei seiner Annäherung von Angst ergriffen wurden, vertrauten weder auf ihre Bollwerke noch auf die Anzahl ihrer Soldaten […] Während sich die Bewohner darauf vorbereiteten, sich bedingungslos zu ergeben, setzten die Normannen, gierig nach Beute, die Burg in Brand, deren Großteil bald in hellen Flammen stand […] [Wilhelm bezahlte dann die Reparaturen und] nachdem er Besitz von der Burg ergriffen hatte, verbrachte der Herzog acht Tage damit, neue Befestigungen zu errichten.“
Dies könnten Reparaturen und Verbesserungen einer bereits existenten angelsächsischen Festung oder Stadt gewesen sein, obwohl archäologische Beweise nahelegen, dass eine neue Burg mit der Form einer Motte errichtet wurde.

### Von Heinrich II. bis in die Frühe Neuzeit

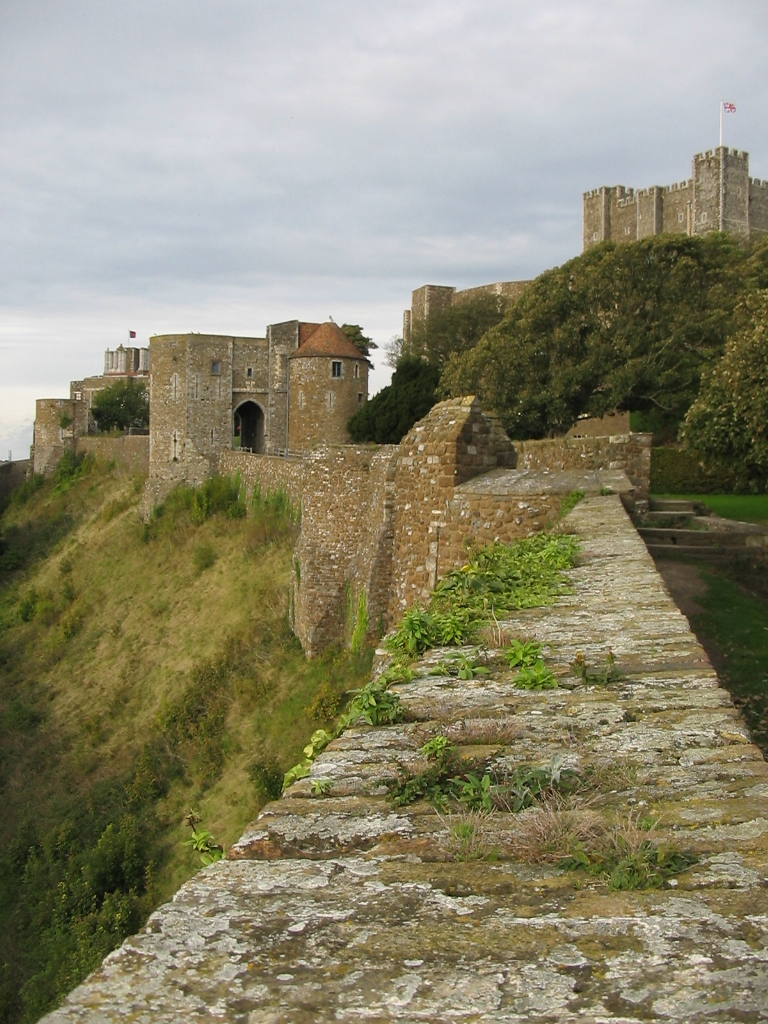
Abschnitt der westlichen Ringmauer, die zum Peverell’s Gateway führt

Während der Herrschaft Heinrichs II. begann die Burg allmählich, die heutige Form anzunehmen. Baumeister war Maurice the Engineer, der es schaffte in Rekordzeit von 1168 bis 1178 die Burg zu errichten. Die inneren und äußeren Höfe und der große rechteckige Bergfried, einer der letzten in dieser Form, die jemals gebaut wurden, stammen aus dieser Zeit.
Während des Ersten Kriegs der Barone boten die gegen König Johann Ohneland rebellierenden Barone dem französischen Prinzen Ludwig VIII. die englische Krone an. Ludwig landete im Mai 1216 mit einem französischen Heer in Südostengland. Am 25. Juli wandte sich Ludwig gegen Dover Castle, nachdem er bereits einen Großteil Südostenglands erobert hatte, doch die Besatzung unter dem königlichen Justiziar Hubert de Burgh war vorbereitet.
Die erste Belagerung begann am 19. Juli, wobei Ludwig die Höhen nördlich der Burg nahm. Seine Männer unterminierten erfolgreich den Wachturm und versuchten, das Burgtor zum Einsturz zu bringen, doch es gelang der Besatzung, die Invasoren zurückzutreiben und die Mauerbresche mit Baumstämmen zu verbarrikadieren. Nach drei Monaten der Belagerung rief Ludwig am 14. Oktober einen Waffenstillstand aus und kehrte bald darauf nach London zurück.
Nach dem Waffenstillstand hatte die englische Garnison von Dover Ludwigs Kommunikation mit Frankreich wiederholt erheblich gestört, und so kehrte Ludwig nach Dover zurück, um eine zweite Belagerung zu beginnen. Das französische Lager vor Dover Castle wurde von Wilhelm von Cassingham niedergebrannt, bevor die Flotte mit der Verstärkung eintraf, und so war Ludwig gezwungen, bei Sandwich zu landen und nach Dover zu marschieren, wo am 12. Mai 1217 die zweite Belagerung begann. Diese nahm allerdings so viele seiner Soldaten in Anspruch, dass seine Verbündeten in der Zwischenzeit mehrere schwere Niederlagen erlitten. Im September 1217 war der Krieg schließlich beendet.
Nach der ersten Belagerung wurden das verwundbare Nordtor, wo eine Bresche geschlagen worden war, in einen unterirdischen, vorstehenden Verteidigungskomplex umgewandelt und in die äußere Ringmauer im Westen (Fitzwilliam’s Gate) und im Osten (Constable’s Gate) neue Tore integriert.
Mit der Tudor-Zeit waren die Bollwerke durch das Aufkommen von Schießpulver nicht mehr ausreichend. Sie wurden von Heinrich VIII. verstärkt, der die Bauarbeiten persönlich visitierte, und mit einem Burggraben ergänzt.
Im Englischen Bürgerkrieg wurde Dover Castle zunächst von Verbündeten des Königs gehalten, 1642 aber durch eine List ohne einen abgegebenen Schuss erobert, weshalb die Burg nicht verwüstet wurde und sich heute in einem besseren Zustand als die meisten anderen Burgen befindet.

### Napoleonische Kriege
Ende des 18. Jahrhunderts während der Napoleonischen Kriege fanden massive Umbauten statt. William Twiss, der befehlshabende Ingenieur Südenglands, vervollständigte als Teil seines Auftrages, die Verteidigungslinien der Städte zu verstärken, die Umgestaltung der äußeren Bollwerke von Dover Castle und fügte die Horseshoe, die Hudson’s, die East Arrow und die East Demi Bastion hinzu, um zusätzliche Geschützstellungen an der Ostseite zu bekommen, und konstruierte die Constable’s Bastion, um auch die Westseite besser zu schützen. Twiss verstärkte auch den Vorsprung am Nordende der Burg, wo er eine erhöhte Geschützplattform anbrachte. Indem er das Dach des Bergfrieds abdeckte und es durch ein massives Ziegelgewölbe ersetzte, konnte er darauf schwere Artillerie positionieren. Weiterhin baute Twiss den Canon’s Gateway, um die Verteidigungslinien der Burg mit jenen der Stadt zu verbinden.
Nachdem Dover Garnisonsstadt wurde, mussten Kasernen und Quartiere und Lagerräume für die zusätzlichen Truppen und ihre Ausrüstungen geschaffen werden. Twiss und die Royal Engineers bauten 15 Meter unter den Klippen Tunnel, und die ersten Soldaten wurden 1803 hier einquartiert. Auf dem Höhepunkt der napoleonischen Kriege beherbergten die Tunnel mehr als 2000 Männer und sind bis heute die einzigen jemals in Großbritannien gebauten unterirdischen Kasernen.
Mit dem Ende der napoleonischen Kriege wurden die Tunnel teilweise umgebaut und von der Küstenwache im Kampf gegen den Schmuggel benutzt. Bereits 1826 wurden die Hauptquartiere jedoch näher ans Ufer verlagert. Die Tunnel blieben darauf für mehr als hundert Jahre ungenutzt.

### Zweiter Weltkrieg

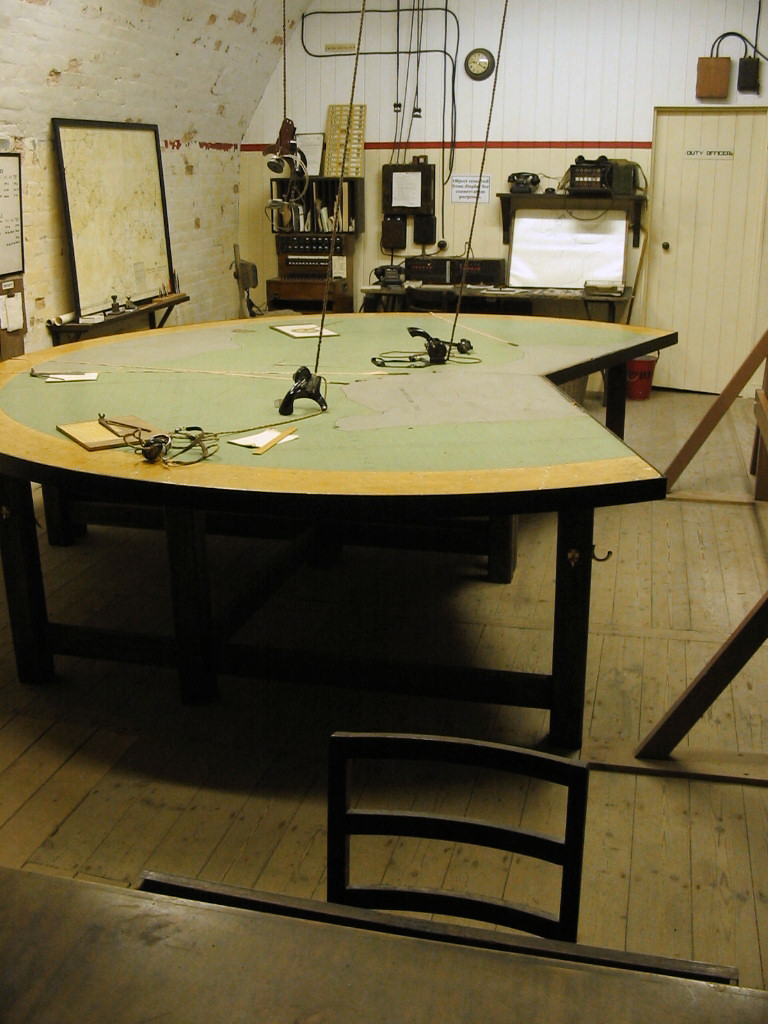
Der Planungsraum der Küstenartillerie im Zweiten Weltkrieg

Mit dem Ausbruch des Zweiten Weltkrieges 1939 wurden die Tunnel zunächst in einen Luftschutzkeller und später in ein militärisches Kommandozentrum und Lazarett umgebaut. Im Mai 1940 leitete Admiral Bertram Ramsay die Evakuierung von französischen und britischen Soldaten aus Dünkirchen von seiner Kommandozentrale in den Tunneln aus.

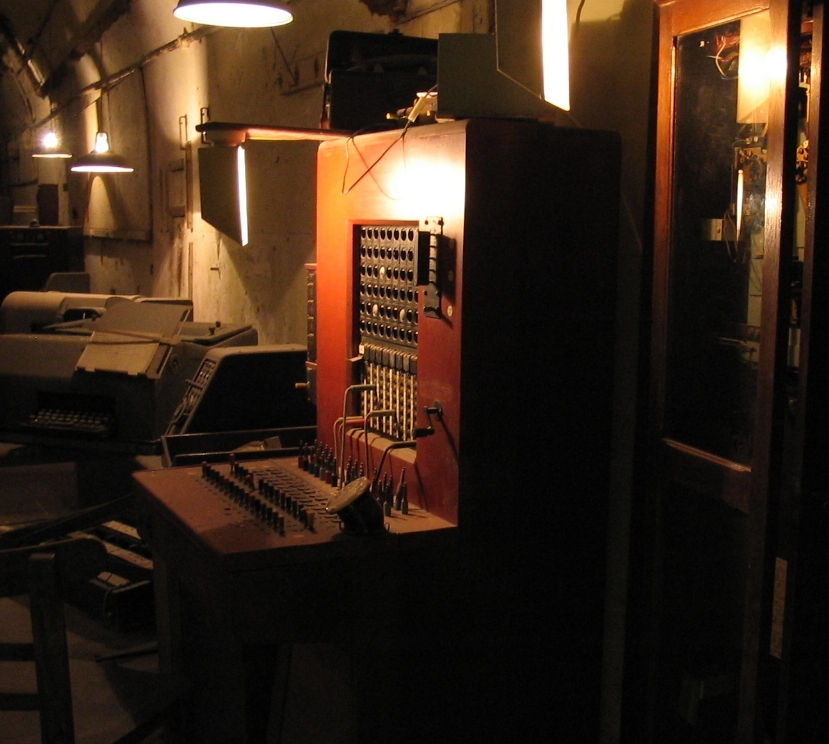
Eine militärische Telefonzentrale in den Tunneln, nachgestellt

1941 wurde eine militärische Telefonzentrale eingerichtet, die die unterirdischen Hauptquartiere bediente. Die Klappenschränke waren durchgehend in Gebrauch und erforderten die Anlage eines neuen Tunnels, um die Batterien und Ladegeräte zu beherbergen, die nötig waren, um ihre Funktionstüchtigkeit zu erhalten. Die Marine nutzte die Zentrale, um eine direkte Kommunikation mit den Schiffen zu ermöglichen und um Rettungsschiffe zu dirigieren, die abgeschossene Piloten bergen sollten. Später sollten die Tunnel im Fall eines Nuklearangriffes als Schutz für die Regionalregierung dienen. Der Plan wurde aus verschiedenen Gründen fallen gelassen, etwa da die Kreide der Klippen keine ausreichende Abschirmung der Strahlung gewährleisten konnte und da die Tunnel schlecht erhalten und ungemütlich waren.
Die Bezeichnungen der Tunnelebenen sind wie folgt: A – Annexe („Anbau“), B – Bastion, C – Casemate („Kasematte“), D – DUMPY („Deep Underground Military Position Yellow“) und E – Esplanade. Die Ebenen A und C sind der Öffentlichkeit zugänglich; der Zugang zu B ist nicht mehr bekannt, doch die Forschungen laufen noch; D und E sind geschlossen.
Im November 2000 wurde außerhalb der Tunnel eine Statue von Admiral Bertram Ramsay errichtet, um seine Beteiligung an der Evakuierung von Dünkirchen und dem Schutz Dovers im Zweiten Weltkrieg zu würdigen.

### Heutige Situation
Die Burg, die geheimen Tunnel und die Umgebung befinden sich heute im Besitz von English Heritage und sind eine wichtige Touristenattraktion. 2019 wurde Dover Castle von rund 368.000 Personen besucht. 2024 betrug die Besucherzahl etwa 267.000 Personen. Der Lord Warden of the Cinque Ports ist offiziell der Kommandant der Burg.